# Жеровниця
Жеровниця (словен. Žerovnica) — поселення в общині Церкниця, Регіон Нотрансько-крашка, Словенія. Висота над рівнем моря: 561,8 м.